# Jeff Lynne

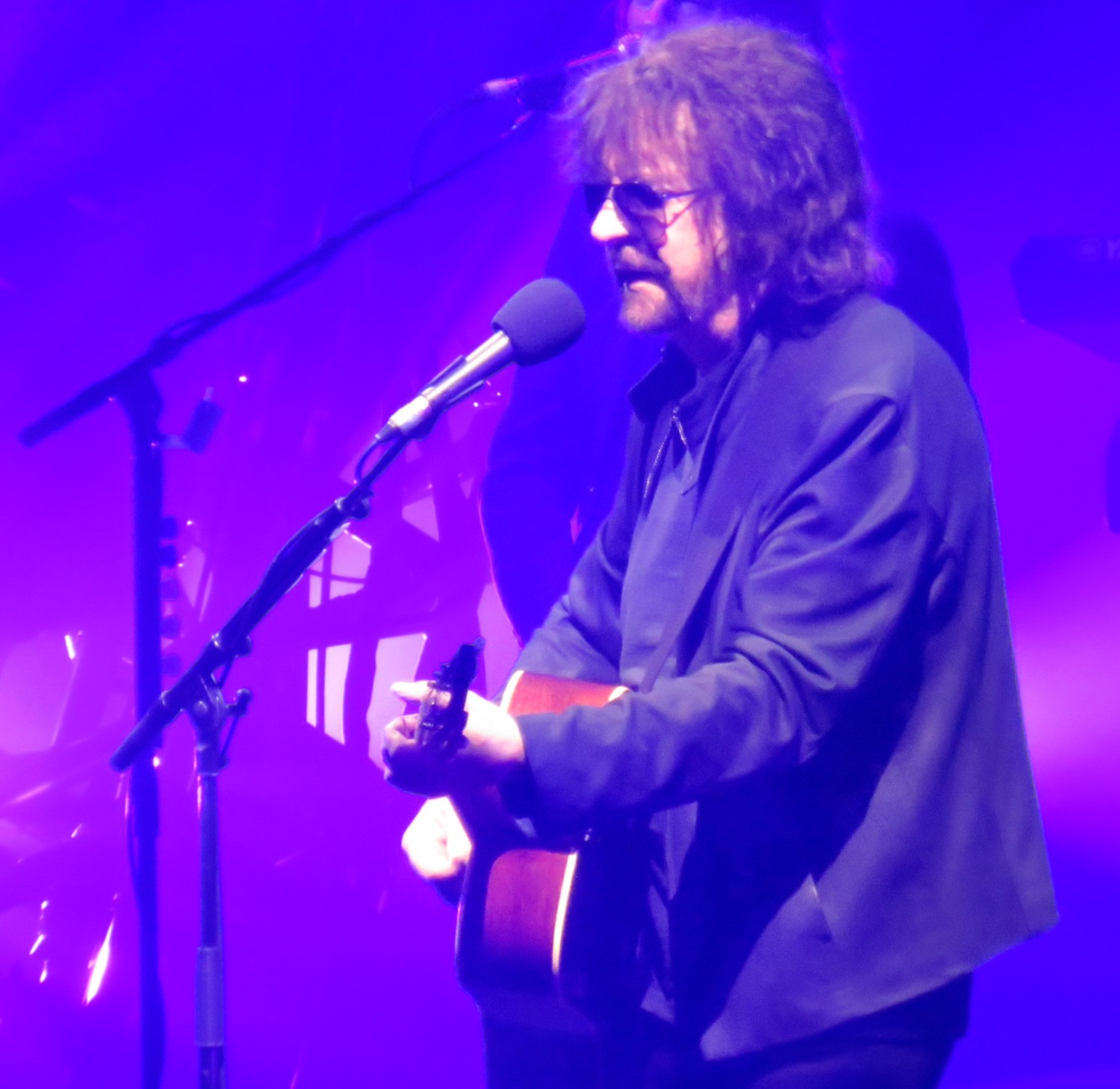
Jeff Lynne, 2016

Jeffrey „Jeff“ Lynne, OBE (* 30. Dezember 1947 in Birmingham) ist ein britischer Musiker und Musikproduzent, vor allem bekannt als Gründungsmitglied des Electric Light Orchestra (ELO). Außerdem war er Mitglied der Bands The Idle Race, The Move und Traveling Wilburys.
Als Produzent war er für folgende Musiker tätig: Tom Petty, Randy Newman, Roy Orbison, Del Shannon, Dave Edmunds, Miss B. Haven, Joe Cocker, The Beatles (und Soloprojekte der einzelnen Mitglieder), Brian Wilson, Jim Horn, Tom Jones, Rossif Sutherland, Aerosmith und Bryan Adams.

## Frühe Jahre
Schon als Jugendlicher war Jeff Lynne von der sich damals entwickelnden Rockmusik fasziniert. Er nahm den Vorraum des elterlichen Wohnhauses in Beschlag und verwandelte ihn mit seinem Plattenspieler und riesigen Stapeln von Platten in sein erstes Tonstudio, in dem er auch mit seiner Gitarre übte. Nach dem Besuch eines Konzerts von Del Shannon beschloss er, Berufsmusiker zu werden.

## Von Move zu ELO

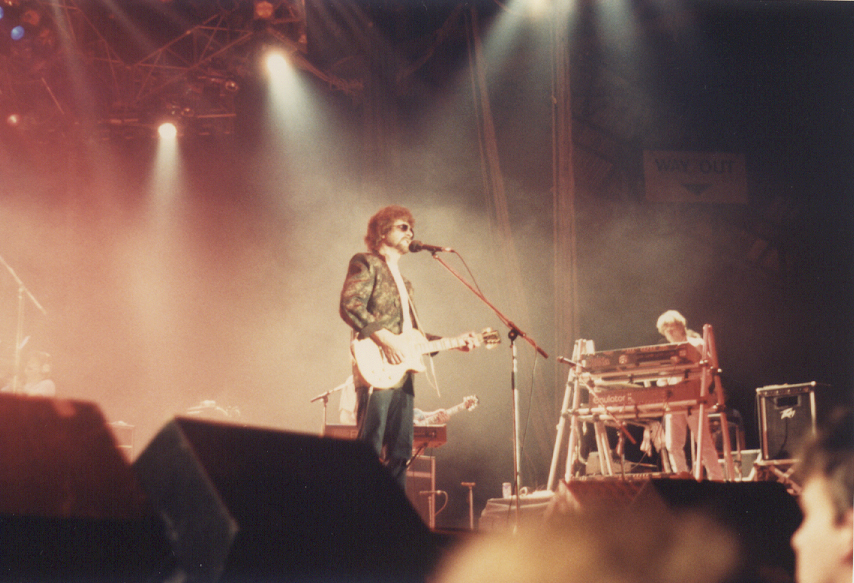
Jeff Lynne mit ELO, 1986

Als Mitglied von Idle Race und der Hit-Formation The Move kam er zwar schon zu größerer Bekanntheit, doch seine Karriere kam erst richtig in Schwung, als er mit seinen Move-Kollegen Roy Wood und Bev Bevan 1970 das Electric Light Orchestra gründete. Lynne wollte nach eigenen Angaben mit seinem Mix aus Klassik, Toneffekten und Rockmusik „dort weitermachen, wo die Beatles mit I Am the Walrus aufgehört haben.“
Als Kopf des Electric Light Orchestra prägte Lynne in den 1970er und Anfang der 1980er Jahre einen eigenen Sound, der sich teilweise in seinen späteren Produktionen für andere Musiker fortsetzte. Mit dem Song 10538 Overture erreichte die Band 1972 ihren ersten UK-Top-10-Hit. Ab 1975 produzierte Lynne einen radiotauglicheren Sound und die folgenden Alben A New World Record und Out of the Blue wurden zu Meisterwerken der Verschmelzung von klassischer Musik und Unterhaltungsmusik. Sie waren auch kommerziell außerordentlich erfolgreich. Mit dem Album Discovery änderte sich 1979 der Sound von ELO merklich. Die für die Gruppe so charakteristischen Streicher wurden mehr und mehr von Synthesizern überlagert, das Rockelement in der Musik trat wesentlich stärker in den Vordergrund als bisher. Aufgrund der Güte der Songs fand dieses Experiment auf diesem Album noch großen Anklang, doch mit den folgenden Alben erreichte die Band ihre früheren Erfolge nicht mehr. 1984 schrieb Lynne zwei Songs für den Soundtrack des Films Electric Dreams (Video und Let It Run) bereits als Solo-Künstler. 1986 entschloss sich Jeff Lynne, mit ELO Schluss zu machen und sich anderen Aufgabenfeldern zuzuwenden.
1990 erschien dann Jeff Lynnes erstes Soloalbum Armchair Theatre, welches sich bewusst vom vertrauten ELO-Sound/-Klangbild abhob, ohne dabei auf die typischen Melodie- und Harmoniebögen zu verzichten. Im selben Jahr nahm Ringo Starr zusammen mit ihm und Tom Petty den Beatles-Titel I Call Your Name auf.
Am 14. September 2014 stand Jeff Lynne im Londoner Hyde Park nach 28 Jahren wieder live auf einer Bühne. Sein Comeback, bei dem er praktisch alle ELO-Klassiker spielte, fand vor 50.000 Fans statt. Unterstützt wurde er dabei, neben zahlreichen Musikern und dem BBC Concert Orchestra, auch von seinem alten Weggefährten aus ELO-Zeiten, Richard Tandy, der ihn mit den Keyboards und Gesang begleitete. Davon offenbar inspiriert, veröffentlichte Lynne im November 2015 das neue Album Alone in the Universe, verbunden mit einer Tournee, die ihn am 5. Mai 2016 nach Oberhausen in die König-Pilsener-Arena und im Spätsommer 2018 im Zuge der Tour nach Hamburg, Berlin, München und Mannheim führte.
Im November 2019 kam das bislang letzte Album unter Jeff Lynne's ELO heraus, das From Out Of Nowhere heißt.

## Tätigkeit als Produzent
Mit der Produktion des Albums Cloud Nine von George Harrison begann für Jeff Lynne eine neue Karriere als Produzent namhafter Künstler. Die Arbeit an Cloud Nine führte 1988 auch zur Bildung der Supergruppe Traveling Wilburys (mit George Harrison, Bob Dylan, Tom Petty, Roy Orbison und eben Jeff Lynne).
Des Weiteren produzierte Lynne das erfolgreiche Tom-Petty-Album Full Moon Fever (1989) und Into the Great Wide Open (1991) von Tom Petty & The Heartbreakers. Mitte der 1990er Jahre produzierte Jeff Lynne die beiden neuen Singles der Beatles Free as a Bird sowie Real Love.
Im Jahr 2001 erschien mit dem Album Zoom ein neues ELO-Album nach 15 Jahren Pause.
2002 erwies Jeff Lynne seinem Freund George Harrison einen letzten Dienst und stellte dessen Album Brainwashed fertig. Auch war er am Gedenkkonzert für George Harrison beteiligt, das am 29. November 2002 in der Londoner Royal Albert Hall stattfand, genau ein Jahr nach Harrisons Tod.
2006 produzierte Lynne das Album Highway Companion von Tom Petty. 2009 produzierte er fünf Lieder des neuen Albums der amerikanischen Singer/Songwriterin Regina Spektor. 2012 produzierte Jeff Lynne vier Songs für das im selben Jahr erschienene Album Analog Man von Joe Walsh. 2015 war Jeff Lynne der Produzent des Albums Get Up von Bryan Adams.

## Soloarbeiten
- 1990 brachte Jeff Lynne mit Armchair Theatre sein erstes Album unter eigenem Namen heraus.
- Für den Soundtrack des Films Robin Hood schrieb er 1991 den Song Wild Times.
- Am 12. Juni 2001 ist das Album Zoom unter dem Namen „ELO“ erschienen.
- Im April 2009 wurde ein neues Solo-Album angekündigt, das dann unter dem Titel Long Wave im Oktober 2012 erschien.
- Am 13. November 2015 ist das Album Alone in the Universe von „Jeff Lynne’s ELO“ erschienen.
- Am 1. November 2019 ist das Album From Out of Nowhere von „Jeff Lynne’s ELO“ erschienen.

## Privates
Lynne ist seit 1979 in zweiter Ehe verheiratet und hat zwei Töchter.

## Sonstiges
Das Markenzeichen des lockenköpfigen, öffentlichkeitsscheuen Multiinstrumentalisten, aus dessen Feder weit über 90 % aller Electric-Light-Orchestra-Songs stammen, sind seine Sonnenbrillen, die er oftmals auch innerhalb von Gebäuden trägt.
Mittlerweile wurden und werden auch zahlreiche ELO- bzw. Jeff-Lynne-Songs gecovert unter anderem von Status Quo, Asia, Def Leppard, Atomic Kitten, Johnny Cash, Michael Bolton, Velvet Revolver, The Beautiful South, Bonnie Tyler, Lana Lane, Bonnie Raitt, Pussycat Dolls feat. will.i.am, Army of the Pharaohs, Sido.
Am 15. März 2004 spielte Lynne zusammen mit Steve Ferrone, Tom Petty & the Heartbreakers und Prince den Song While My Guitar Gently Weeps, der 1968 von George Harrison komponiert wurde. Anlass war George Harrisons posthume Aufnahme in die Rock and Roll Hall of Fame.
2014 erhielt er die Ehrendoktorwürde der Birmingham City University. 2020 wurde er zum Officer of the Order of the British Empire (OBE) ernannt.

## Diskografie

### Als Solokünstler
- 1990: Armchair Theatre
- 2012: Long Wave
- 2015: Alone in the Universe (als „Jeff Lynne’s ELO“)
- 2017: Wembley or Bust (als „Jeff Lynne’s ELO“)
- 2019: From Out of Nowhere (als „Jeff Lynne’s ELO“)

### Als Produzent
- 1987: Cloud Nine von George Harrison
- 1988: Traveling Wilburys Vol. 1 (als „Otis Wilbury“ zusammen mit „Nelson Wilbury“)
- 1989: Full Moon Fever von Tom Petty
- 1990: Traveling Wilburys Vol. 3 (als „Clayton Wilbury“ zusammen mit „Spike Wilbury“)
- 1991: Into the Great Wide Open von Tom Petty & The Heartbreakers
- 1995: Free as a Bird, Single der Beatles
- 1996: Real Love, Single der Beatles
- 2006: Highway Companion von Tom Petty
- 2015: Get Up von Bryan Adams

## Chartplatzierungen

### Alben
| Jahr | Titel            | Höchstplatzierung, Gesamtwochen, AuszeichnungChartplatzierungen (Jahr, Titel, Platzierungen, Wochen, Auszeichnungen, Anmerkungen) | Höchstplatzierung, Gesamtwochen, AuszeichnungChartplatzierungen (Jahr, Titel, Platzierungen, Wochen, Auszeichnungen, Anmerkungen) | Höchstplatzierung, Gesamtwochen, AuszeichnungChartplatzierungen (Jahr, Titel, Platzierungen, Wochen, Auszeichnungen, Anmerkungen) | Anmerkungen |
| Jahr | Titel            | DE | UK | US | Anmerkungen |
| ---- | ---------------- | --- | --- | --- | ----------- |
| 1990 | Armchair Theatre | DE52 (9 Wo.)DE | UK24 (4 Wo.)UK | US83 (9 Wo.)US |             |
| 2012 | Long Wave        | DE83 (1 Wo.)DE | UK7 (8 Wo.)UK | US133 (1 Wo.)US |             |

### Singles
| Jahr | Titel Album                         | Höchstplatzierung, Gesamtwochen, AuszeichnungChartplatzierungen (Jahr, Titel, Album, Platzierungen, Wochen, Auszeichnungen, Anmerkungen) | Höchstplatzierung, Gesamtwochen, AuszeichnungChartplatzierungen (Jahr, Titel, Album, Platzierungen, Wochen, Auszeichnungen, Anmerkungen) | Höchstplatzierung, Gesamtwochen, AuszeichnungChartplatzierungen (Jahr, Titel, Album, Platzierungen, Wochen, Auszeichnungen, Anmerkungen) | Anmerkungen |
| Jahr | Titel Album                         | DE | UK | US | Anmerkungen |
| ---- | ----------------------------------- | --- | --- | --- | ----------- |
| 1984 | Video! Electric Dreams (Soundtrack) | — | UK87 (5 Wo.)UK | US85 (3 Wo.)US |             |
| 1990 | Every Little Thing Armchair Theatre | — | UK59 (5 Wo.)UK | — |             |
| 1990 | Lift Me Up –                        | — | — | — |             |